# Шильник водяний
Шильник водяний (Subularia aquatica) — вид трав'янистих рослин родини капустяні (Brassicaceae). Етимологія: лат. aquatica — «водяний».

## Опис
Мініатюрна одно-дворічна трав'яна рослина 2–6(10) см заввишки. Коренева система мичкувата. Листки шилоподібні, 1.5–2 мм завтовшки, 1.5–3(7) см завдовжки, в прикореневій розетці. Суцвіття — розставлена 2–5-квіткова китиця із віддалених одна від одної дрібних, клейстогамних квіток з білими пелюстками. Плід овальний багатонасінний стручечок. Цвіте у червні–серпні, плодоносить у липні–серпні. Розмножується насінням.

## Поширення
Північна Америка (Гренландія, Канада, США); Європа (Скандинавія, Середня й Атлантична Європа, зх. і центральні р-ни європейської частини Росії); Азія (пн. Росія). Населяє сирі береги та мілководдя олігомезотрофних водойм. Ґрунти щебенисті або слабко замулені піщані.
Для України наводився для околиць м. Могилів-Подільський Вінницької обл. за зборами Лапчинського (1890) та Дніпропетровської обл., по р. Вовчій — Сидорова (Флора УРСР, 1953). Сучасними зборами вказані місця не підтверджені.